# 波尔多酱汁

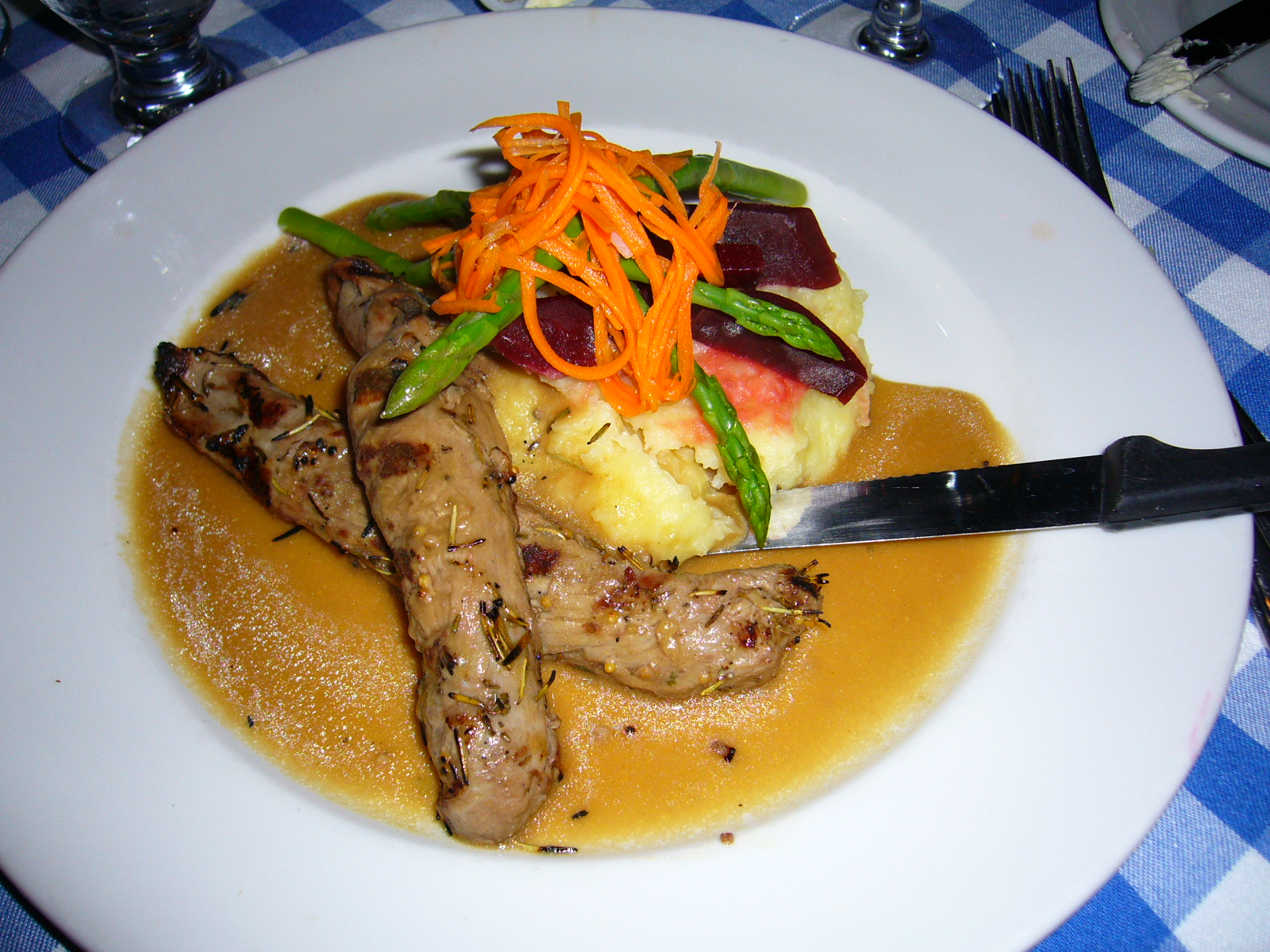
使用波尔多酱汁的菜肴

波尔多酱汁（法語：sauce bordelaise，發音：[sos bɔʁdəlɛz]）是法餐的经典酱汁之一，起源于波尔多。又称法式葡萄酒酱汁。

## 成分
波尔多酱汁需要波尔多本地原产红葡萄酒、骨髓、紅蔥頭、百里香、胡椒、牛肉汤以及牛骨烧汁（demi-glace）。